# Солдатська казка
«Солдатська казка» — радянський художній фільм 1990 року, знятий режисером Зульфікаром Мусаковим на кіностудії «Узбекфільм».

## Сюжет
Неспотворене відображення армійської специфіки національного питання. Душевна проста історія з армійського життя, в якій проявляється любов, безглузда жорстокість — все, що є в людині та в екстремальній ситуації виривається назовні. Дія фільму відбувається протягом однієї південної ночі в «самововці».

## У ролях
- Микола Гейко — Микола
- Олександр Зав'ялов — головна роль
- Павло Єгоров — роль другого плану
- Олена Лопатко — роль другого плану
- Олександр Зав'ялов — Кацуба

## Знімальна група
- Режисер — Зульфікар Мусаков
- Сценарист — Зульфікар Мусаков
- Оператор — Талгат Мансуров